# Олтроне ди Сан Мамете
Олтроне ди Сан Мамете (итал. Oltrona di San Mamette) је насеље у Италији у округу Комо, региону Ломбардија.
Према процени из 2011. у насељу је живело 2203 становника. Насеље се налази на надморској висини од 374 м.

## Географија
| Клима (Олтроне ди Сан Мамете) | Клима (Олтроне ди Сан Мамете) | Клима (Олтроне ди Сан Мамете) | Клима (Олтроне ди Сан Мамете) | Клима (Олтроне ди Сан Мамете) | Клима (Олтроне ди Сан Мамете) | Клима (Олтроне ди Сан Мамете) | Клима (Олтроне ди Сан Мамете) | Клима (Олтроне ди Сан Мамете) | Клима (Олтроне ди Сан Мамете) | Клима (Олтроне ди Сан Мамете) | Клима (Олтроне ди Сан Мамете) | Клима (Олтроне ди Сан Мамете) | Клима (Олтроне ди Сан Мамете) |
| Показатељ \ Месец             | .Јан.                         | .Феб.                         | .Мар.                         | .Апр.                         | .Мај.                         | .Јун.                         | .Јул.                         | .Авг.                         | .Сеп.                         | .Окт.                         | .Нов.                         | .Дец.                         | .Год.                         |
| ----------------------------- | ----------------------------- | ----------------------------- | ----------------------------- | ----------------------------- | ----------------------------- | ----------------------------- | ----------------------------- | ----------------------------- | ----------------------------- | ----------------------------- | ----------------------------- | ----------------------------- | ----------------------------- |
| Средњи максимум, °C (°F)      | 6 (43)                        | 9 (48)                        | 13 (55)                       | 17 (63)                       | 21 (70)                       | 26 (79)                       | 29 (84)                       | 28 (82)                       | 24 (75)                       | 18 (64)                       | 11 (52)                       | 7 (45)                        | 29 (84)                       |
| Средњи минимум, °C (°F)       | −4 (25)                       | −3 (27)                       | 0 (32)                        | 4 (39)                        | 9 (48)                        | 13 (55)                       | 15 (59)                       | 15 (59)                       | 12 (54)                       | 6 (43)                        | 1 (34)                        | −4 (25)                       | −4 (25)                       |
| Количина падавина, mm (in)    | 68 (26,8)                     | 77 (30,3)                     | 100 (39,4)                    | 106 (41,7)                    | 132 (52)                      | 93 (36,6)                     | 67 (26,4)                     | 98 (38,6)                     | 73 (28,7)                     | 107 (42,1)                    | 106 (41,7)                    | 55 (21,7)                     | 1,082 (426)                   |
| [ тражи се извор ]            |                               |                               |                               |                               |                               |                               |                               |                               |                               |                               |                               |                               |                               |

## Становништво
| 1931. | 1936. | 1951. | 1961. | 1971. | 1981. | 1991. | 2001. | 2011. |
| ----- | ----- | ----- | ----- | ----- | ----- | ----- | ----- | ----- |
| 959   | 966   | 1.059 | 1.256 | 1.450 | 1.626 | 1.936 | 2.097 | 2.289 |